# Tale of Vampires
Pour plus de détails, voir Fiche technique et Distribution.
Tale of Vampires (Frostbiten) est un film suédois réalisé par Anders Banke, sorti en 2006.

## Synopsis
Pendant la Seconde Guerre mondiale, un groupe de SS fuit l'Armée rouge et se trouve, alors que la nuit tombe, face à des vampires. Des années plus tard, le docteur Annika et sa fille emménagent en Laponie.

## Fiche technique
- Titre : Tale of Vampires
- Titre original : Frostbiten
- Réalisation : Anders Banke
- Scénario : Daniel Ojanlatva et Pidde Andersson (contribution)
- Musique : Anthony Lledo
- Photographie : Chris Maris
- Montage : Kiko C.C. Sjöberg
- Production : Göran Lindström et Magnus Paulsson
- Société de production : Ulitka Studio, Cinepost Studios, Cinestar Production, Fido Film, Moviemakers Nord, Paramount Pictures, Persson-Mothander Film, Solid Entertainment, Svenska Stuntgruppen et Yggdrasil
- Pays :  Suède et  Russie
- Genre : Comédie horrifique et fantastique
- Durée : 98 minutes
- Dates de sortie : 
  - Suède : 24 février 2006

## Distribution
- Petra Nielsen : Annika Wallén
- Carl-Åke Eriksson : le professeur Gerhard Beckert
- Grete Havnesköld : Saga Wallén
- Emma Åberg : Vega
- Jonas Lawes : Robert
- Niklas Grönberg : John
- Gustav Johansson : Joel
- Linnea Jonsson : Cissi
- Nour El-Refai : Cornelia
- Jonas Karlström : Sebastian
- Måns Nathanaelson : Lukas
- Mikael Göransson : Jacob
- Anna Lindholm : Mona

## Distinctions
Le film a remporté le prix du film fantastique étranger au Fantasporto et trophée de la meilleure musique au Screamfest Horror Film Festival